# Ju Chun-sam
Ju Chun-sam, född 3 augusti 1950, är en nordkoreansk bågskytt. Hon deltog vid olympiska sommarspelen 1972.